# Ipodoryctes temporalis
Ipodoryctes temporalis är en stekelart som beskrevs av Sergey A. Belokobylskij 2001. Ipodoryctes temporalis ingår i släktet Ipodoryctes och familjen bracksteklar. Inga underarter finns listade i Catalogue of Life.